# 久本院
久本院（くほんいん）は、京都府京都市上京区寺之内通新町西入妙顕寺前町にある日蓮宗の寺院で、妙顕寺の塔頭。山号は具足山。達師法縁(繁珠会)。安土桃山時代に豪商茶屋四郎次郎の外護で中興したので茶屋四郎次郎の墓所があり、その像を格護している。

## 歴史
延元2年（1337年）妙覚坊日深の開基で日像菩薩（妙顕寺開山で日深の師）を開山に創建。妙顕寺とともに度々移転を経て、天正12年（1584年）豊臣秀吉が二条西洞院から現在地へ移転させた。昭和23年（1948年）境内に寺之内幼稚園（ほとけの子学園の前身）を開園した。現在の本堂は平成26年（2014年）再建されたもの。

## 参考資料
- 日蓮宗寺院大鑑編集委員会『宗祖第七百遠忌記念出版 日蓮宗寺院大鑑』大本山池上本門寺 (1981年)